# یولیوس کلنگل
یولیوس کلنگل (آلمانی: Julius Klengel؛ ۲۴ سپتامبر ۱۸۵۹ – ۲۷ اکتبر ۱۹۳۳) موسیقی‌دان و نوازندهٔ مشهور ویولنسل اهل آلمان بود.
اتودها و قطعات تک‌نوازی او که برای ویولنسل نوشته و تنظیم شده است، از شهرت به‌سزایی برخوردار است.
او برادر پاول کلنگل و از شاگردان نوازندهٔ سوئیسی ویولنسل «امیل اِگار» بود. پدرش نیر از دوستانِ فلیکس مندلسون بود و خودش بعدها، شاگردان برجسته‌ای تربیت کرد که از آن میان می‌توان به گرگور پیاتیگورسکی و امانوئل فویرمان اشاره نمود.